# Lista de vereadores de Cardoso Moreira
Esta é a lista de vereadores de Cardoso Moreira, município brasileiro do estado do Rio de Janeiro.
A Câmara Municipal de Cardoso Moreira, é formada por nove representantes.

## Legislatura de 2021–2024
Estes são os vereadores eleitos nas eleições de 15 de novembro de 2020, pelo período de 1° de janeiro de 2021 a 31 de dezembro de 2024:
|   | Nome                                                                                | Partido                                | Votos | %    | Observações |
| - | ----------------------------------------------------------------------------------- | -------------------------------------- | ----- | ---- | ----------- |
| 1 | Jocimar Josme Machado, Jô do Pires (Rio de Janeiro, 04.11.1984–)                    | Partido Social Democrático (PSD)       | 603   | 6,32 | 1º mandato  |
| 2 | Jocenildo Freitas de Medeiros, Nildinho Motos (Campos dos Goytacazes, 03.07.1976–)  | Solidariedade (SD)                     | 518   | 5,43 | 2º mandato  |
| 3 | Neriete Navarro Alves (Cardoso Moreira, 07.04.1951–)                                | Solidariedade (SD)                     | 489   | 5,13 | 2º mandato  |
| 4 | Valquírio Joia Marques da Silva (Cardoso Moreira, 27.02.1968–)                      | Solidariedade (SD)                     | 481   | 5,04 | 1º mandato  |
| 5 | Lenivaldo de Moraes Ferreira, Leno Moraes (Italva, 01.03.1972–)                     | Partido Social Democrático (PSD)       | 461   | 4,83 | 1º mandato  |
| 6 | Alex Sandro Nunes Ribeiro Calixto, Netinho Calixto (Rio de Janeiro, 16.03.1979–)    | Democracia Cristã (DC)                 | 387   | 4,06 | 1º mandato  |
| 7 | Sebastião da Costa Basílio, Lilinho da Oficina (Campos dos Goytacazes, 21.05.1969–) | Movimento Democrático Brasileiro (MDB) | 375   | 3,93 | 2º mandato  |
| 8 | Hevaldo de Almeida Medeiros, Medeirinho (Campos dos Goytacazes, 20.09.1964–)        | Movimento Democrático Brasileiro (MDB) | 332   | 3,48 | 1º mandato  |
| 9 | Edilson de Souza de Mattos, Edinho de Mattos (Rio de Janeiro, 13.10.1967–)          | Partido Social Democrático (PSD)       | 230   | 2,41 | 1º mandato  |

## Legislatura de 2017–2020
Estes são os vereadores eleitos nas eleições de 2 de outubro de 2016, pelo período de 1° de janeiro de 2017 a 31 de dezembro de 2020:
|   | Nome                                                                                      | Partido                                        | Votos | %    | Observações |
| - | ----------------------------------------------------------------------------------------- | ---------------------------------------------- | ----- | ---- | ----------- |
| 1 | Geane Cordeiro Vincler, do Povo (Cardoso Moreira, 28.01.1981–)                            | Partido Democrático Trabalhista (PDT)          | 625   | 6,55 | 1º mandato  |
| 2 | Neriete Navarro Alves (Cardoso Moreira, 07.04.1951–)                                      | Partido Progressista (PP)                      | 598   | 6,26 | 1º mandato  |
| 3 | Jocenildo Freitas de Medeiros, Nildinho Motos (Campos dos Goytacazes, 03.07.1976–)        | Partido Social Democrata Cristão (PSDC)        | 553   | 5,79 | 1º mandato  |
| 4 | Renato José de Almeida Vieira, Renatinho Medeiros (Cardoso Moreira, 25.04.1987–)          | Partido da Social Democracia Brasileira (PSDB) | 527   | 5,52 | 1º mandato  |
| 5 | Flávio César Rangel Martins, Flavinho Bonede (Campos dos Goytacazes, 26.03.1978–)         | Partido Social Democrata Cristão (PSDC)        | 497   | 5,21 | 1º mandato  |
| 6 | Salim Alexandre Tamy, da Saúde (Rio de Janeiro, 24.05.1954–)                              | Democratas (DEM)                               | 416   | 4,36 | 1º mandato  |
| 7 | Sebastião da Costa Basílio, Lilinho da Oficina (2019-2020) (Cardoso Moreira, 21.05.1969–) | Partido Republicano da Ordem Social (PROS)     | 350   | 3,67 | 1º mandato  |
| 8 | Tiago Gomes Monteiro (Campos dos Goytacazes, 30.05.1983–)                                 | Partido da Social Democracia Brasileira (PSDB) | 313   | 3,28 | 1º mandato  |
| 9 | Ediel Sardinha (2017-2018) (Cardoso Moreira, 02.02.1954–)                                 | Partido Progressista (PP)                      | 284   | 2,97 | 1º mandato  |

## Legenda
| Cor  | Significado          |
| Bege | Presidente da Câmara |
| Azul | Suplente             |